# Vallhagar

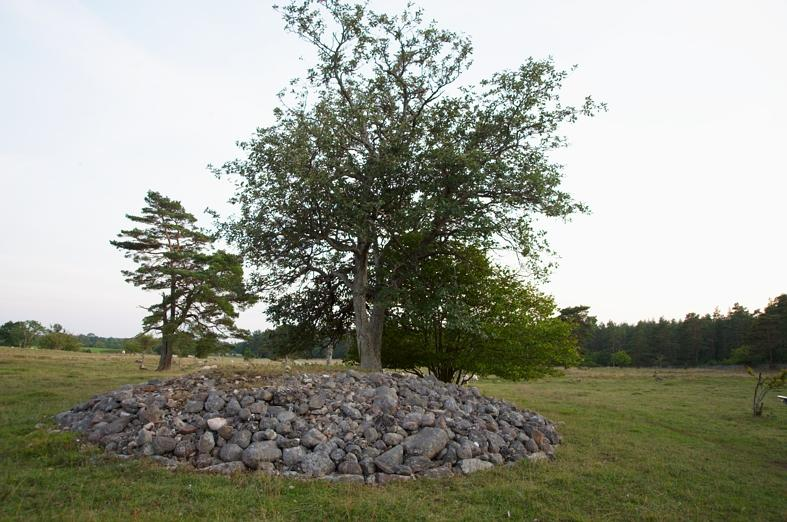
Järnåldersboplats från ca 200 f.Kr - 550 e.Kr.

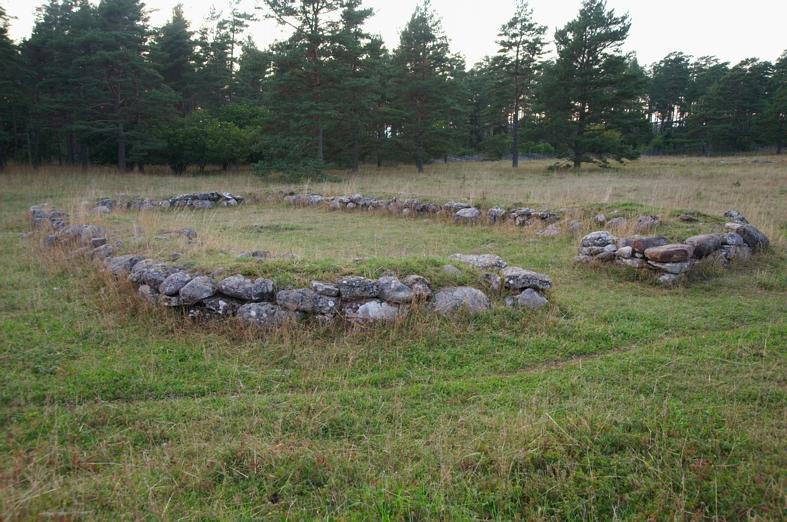
Husgrund.

Vallhagar ligger i Puser i Fröjels socken på Gotland. Det är ett stort, naturskönt fornlämningsområde. Redan år 1912 förvärvade Föreningen Gotlands fornvänner det cirka 500 meter långa och 150-250 meter breda området för att skydda det för framtiden. Här har sedan dess ett flertal stora huskomplex undersökts arkeologiskt. Åren 1946–1950 skedde utgrävningarna under Mårten Stenbergers ledning. Den forntida bebyggelsen omfattade 5-6 gårdar med totalt 24 husgrunder. Fem hus av dessa har bedömts ha bostadsfunktion. Samtliga gårdar har varit brukade samtidigt, från äldre romersk järnålder. 
Bebyggelsen verkar hastigt ha upphört någon gång på 500-talet, ett fenomen som iakttagits också på andra forntida bebyggelseplatser på Gotland. Stenberger var en anhängare av en på den tiden populär kaosteori, som innebar att Öland och Gotland blivit invaderat av en främmande styrka. Denna teori saknar dock anhängare idag. Däremot finns det teorier om att klimatförändringar kan ha föranlett att bebyggelsen upphörde hastigt. En köldperiod mellan år 250 e.Kr. till cirka 600 e.Kr. medförde att nederbörden blev oregelbunden och att det blev torka under långa perioder. Detta innebar missväxt. En annan möjlig förklaring är ett vulkanutbrott i Ostasien på 530-talet, som medförde att Nordens sommartemperatur sjönk med upp till 4 grader. Detta borde också ha förorsakat missväxt.
Vid Vallhagar finns tre gravfält. Två ligger söder om Vallhagar, det så kallade Mellersta gravfältet och Sällegravfältet. Dessa är daterade till 300 f.Kr. till 200 e.Kr. Norr om Vallhagar finns ett yngre gravfält, använt fram till 600 e.Kr.
I Vallhagar har Sveriges äldsta fynd av höns och tamkatter gjorts.